# Thionia brasiliensis
Thionia brasiliensis är en insektsart som beskrevs av Schmidt 1910. Thionia brasiliensis ingår i släktet Thionia och familjen sköldstritar. Inga underarter finns listade i Catalogue of Life.